# Fonograf
Fonograf (av grekiska: φονε, ljud, och γραφο, skriva) är en maskin för inspelning och återgivning av ljud. Ljudet lagras som spår på en cylinder. Fonografen uppfanns av Thomas Edison 1877 och såldes kommersiellt 1890–1925. Principen bygger på en apparat som registrerar svängningar och som fransmannen Édouard-Léon Scott de Martinville konstruerade redan 1857.

## Historik

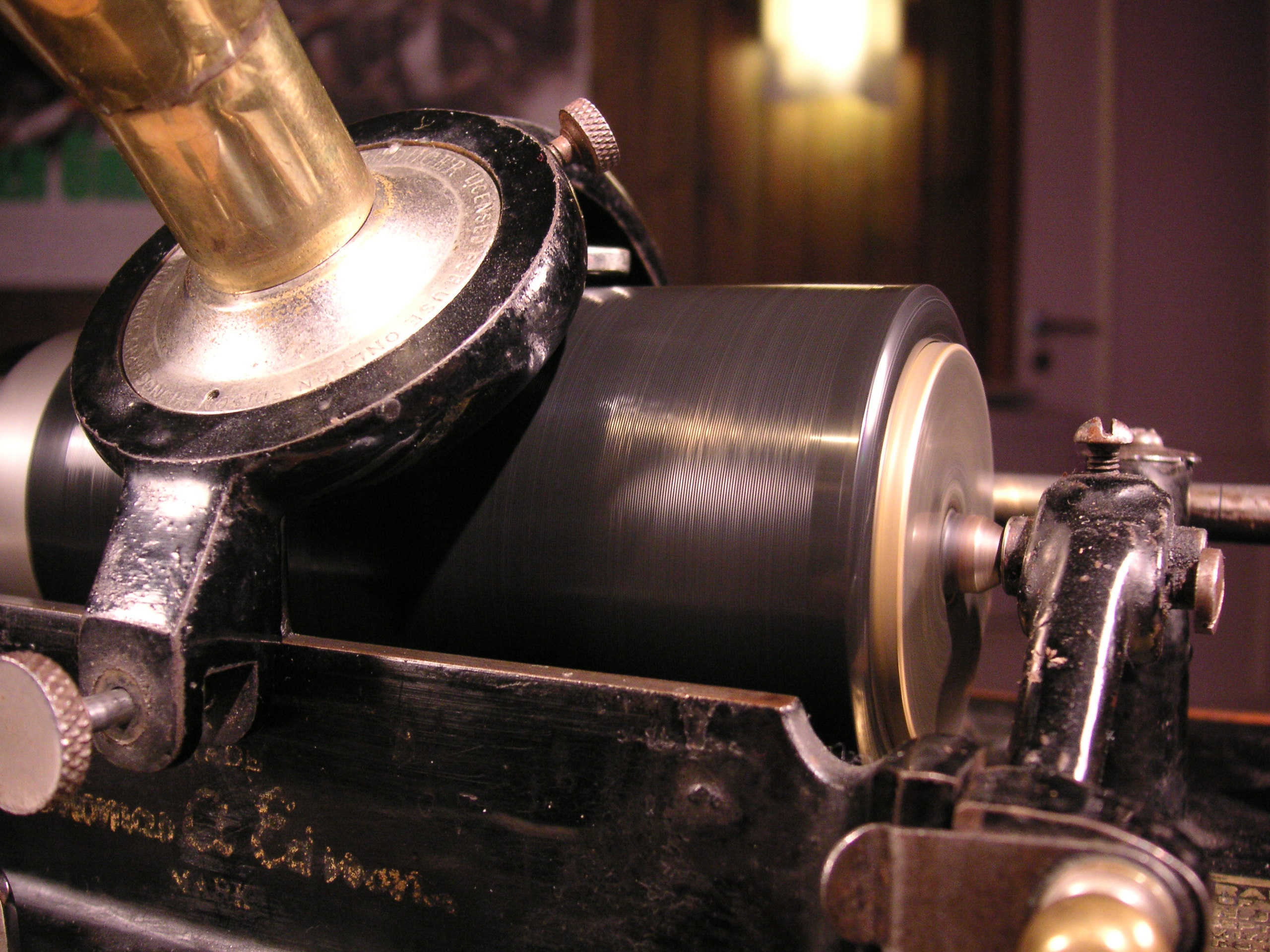
Fonografrulle, detalj.

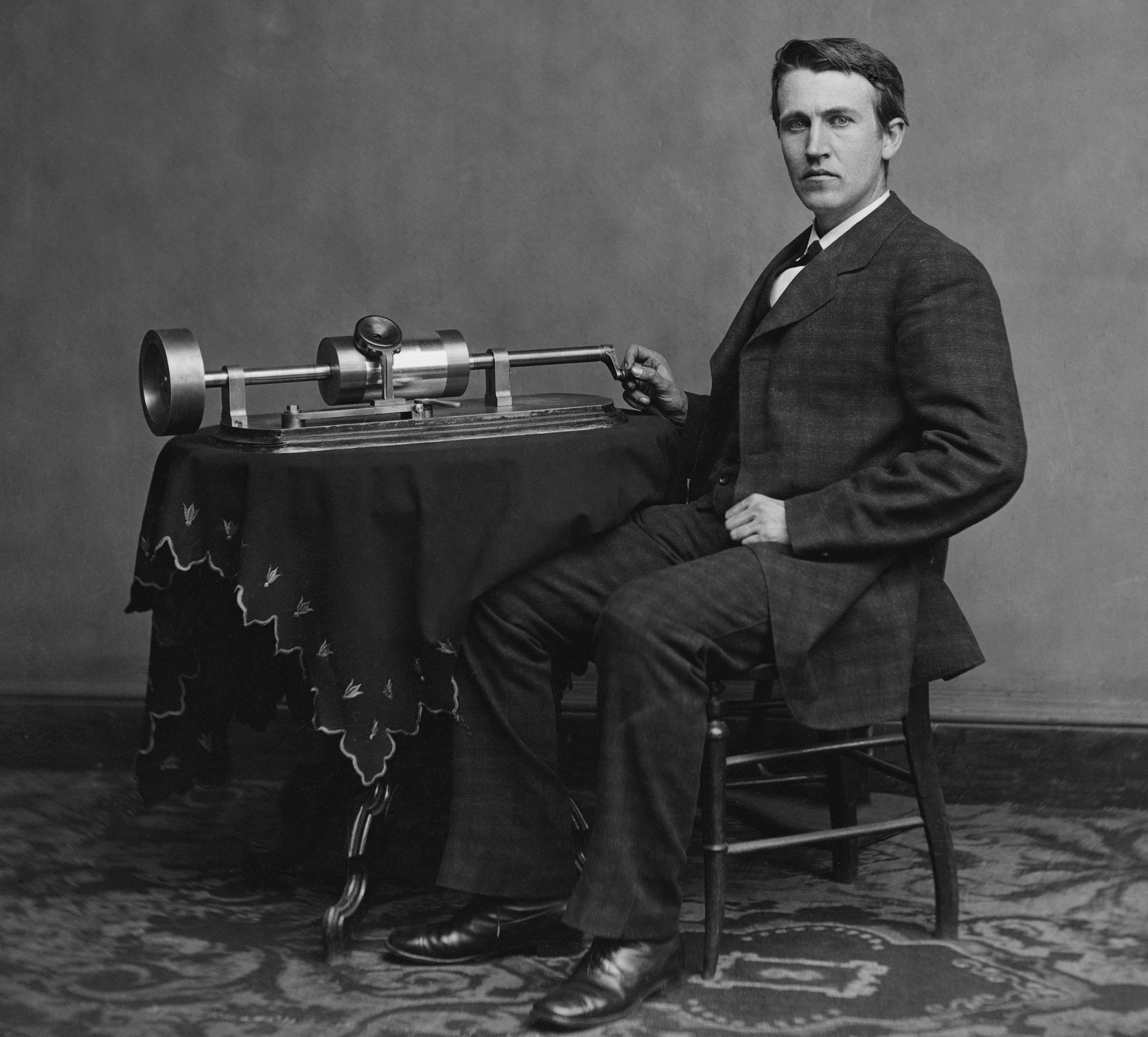
Thomas Edison med sin fonograf.

Edison lämnade in sin patentansökan för fonografen den 24 december 1877 och patentet (US 200521) utfärdades den 19 februari 1878.
Fonografen var den första maskinen som kunde spela in, bevara och återge ljud. På de äldsta modellerna graverades ljudspåret in i ett tunt lager av metallfolie. Senare versioner använde sig av material som vax och celluloid. Ljudvågor överförs via ett membran till ett metallstift (nål) som då vibrerar i takt med vågorna. Stiftet ristar in ett spår i den roterande cylindern som sedan kan återge det inristade ljudet vid ett annat tillfälle.
Grundprincipen för ljudåtergivningen är densamma som sedermera för grammofonskivan. Skillnaden är att fonografen registrerar ljudet i ett vertikalt ljudspår (spåret varierar i djup på fonografrullen) medan grammofonen (i mono) registrerar ljudet horisontellt (ljudspåret varierar i bredd på grammofonskivan) (och kan dessutom inte spela in). Metallstiftet (nålen) som sitter fast vid membranet följer de av ljudvågor formade graverade spåren i cylindern varvid membranet kommer att vibrera i takt med dessa. Ljudet kan sedan förstärkas med hjälp av en tratt. Själva uppspelningsapparaturerna kunde drivas för hand, med urverk eller elektriskt. Uttrycket vax för LP-skiva levde kvar sedan fonografens tid.

## Ljuddokument
Originalinspelning: Iola by the "Edison Military Band", Edison Record #9417, augusti 1906, längd 116 Sek.

Originalinspelning: A Picture no Artist can paint by Florrie Forde, Edison Record #13544, september 1906, längd 114 Sek.